# Ruys (Utrecht)
Ruys (ook: Ruijs(ch), Ruijs de Perez en: Ruijs van Hoogh Schaerwoude) is een Nederlands geslacht dat bekend werd vanwege de Rotterdamse rederijen en een tuinarchitecte.

## Geschiedenis
De stamreeks begint met Jan Hugosz. Ruijsch, meester-schoenmaker, die na de onlusten in 1610-1611 te Utrecht in verband met de remonstrantie ter dood werd veroordeeld, gratie kreeg maar wel werd verbannen uit de Nederlanden en die voor 26 oktober 1638 overleed. In 1699 werd een nazaat burger van Amsterdam. In de 19e en 20e eeuw leverde het geslacht  predikanten. Ook in die eeuw werden leden effectenmakelaars en reders. Voorts werd het geslacht bekend door de boomkwekerijen en de tuinarchitecte Mien Ruys.

## Enkele telgen
Johannes Ruijs (1750-1825), koopman te haarlem, later te Amsterdam
- Ds. Jan Daniel Ruijs (1780-1839), predikant
  - Johannes Ruijs (1803-1883), oprichter en lid firma Joh. Ruijs & Zoon, commissionairs in effecten te Amsterdam
    - Jan Daniel Ruijs (1831-1892), lid firma’s Joh. Ruijs & Zoon en Ruijs & Visbeek, commissionairs in effecten te Amsterdam
      - Johannes Ruijs (1856-1941), lid firma's Joh. Ruijs & Zoon en Ruijs & Visbeek, commissionairs in effecten te Amsterdam, vice-consul van Servië aldaar, oprichter (1908) Nederlandse Mycologische Vereniging
        - Johannes Ruys (1891-1945), kunstschilder

      - August Marie Ruijs van Hoogh Schaerwoude (1857-1945), commissionair, verkreeg naamswijziging bij Koninklijk Besluit van 7 oktober 1857

  - Everhard Coenraad Ruijs (1805-1879), tabakskoper en commissionair te Amsterdam
    - Walrand Cornelis Lodewijk Ruijs (1835-1879), tabaksplanter
      - Ir. Jan Daniel Ruijs (1874-1931), ingenieur
        - Theodora Ruijs (1913); trouwde in 1936 met prof. dr. Jan Derk Mulder (1907-1968), buitengewoon hoogleraar orthopedie te Leiden

    - Mr. Theodorus Adrianus Ruijs (1839-1917), advocaat en procureur
      - Albertine Ruijs (1877-1967); trouwde in 1905 met mr. Jan Gerritzen (1869-1941), Tweede Kamerlid

  - Willem Ruijs (1809-1889), oprichter (1 januari 1861) en lid (tot 1867) firma Wm. Ruys & Zonen, reders en (sinds 1883) directie der N.V. Rotterdamsche Lloyd te Rotterdam
    - Jan Daniel Ruijs (1835-1916), consul-generaal te Brussel; trouwde in 1860 met Eulalie Albertine de Perez (1842-1914)
      - Pierre Jean Baptiste Ruijs de Perez (1865-1920), verkreeg naamswijziging bij KB van 8 januari 1873
- Theodorus Ruijs (1790-1868), olieslager, koopman en winkelier te Kampen
  - Jan Daniel Ruijs (1830-1891), koopman te Kampen
    - Bonne Ruijs (1865-1950), oprichter (1888) en directeur Koninklijke Kweekerij Moerheim N.V. te Dedemsvaart, lid Provinciale Staten van Overijssel
      - Dr. Jan Daniël Ruijs (1897-1954), directeur Koninklijke Kwekerij Moerheim v/h B. Ruys N.V. te Dedemsvaart, erelid Royal Horticultural Society te Londen
        - Bonne Ruijs (1926 - 2015), mededirecteur Koninklijke Kwekerij Moerheim v/h B. Ruys N.V. te Dedemsvaart

      - Prof. dr. Anna Charlotte Ruijs (1898-1977), hoogleraar bacteriologie, epidemiologie en immuniteitsleer aan de Universiteit van Amsterdam; trouwde in 1945 met André Antoine August Defresne (1893-1961), toneelregisseur en auteur
      - Willemina Jacoba Ruijs (1904-1999), tuinarchitecte
      - Theodorus Ruijs (1907-1979), mededirecteur Koninklijke Kwekerij Moerheim v/h B. Ruys N.V. te Dedemsvaart
        - Theodorus Ruijs (1946), mededirecteur Koninklijke Kwekerij Moerheim v/h B. Ruys N.V. te Dedemsvaart

      - Maria Christine Henrica Ruijs (1911), werkzaam tuinarchitectenbureau Mien Ruys

Geslachten die opgenomen zijn in het sinds 1910 verschijnende genealogische naslagwerk Nederland's Patriciaat. Lijst volgens opgave van het CBG Centrum voor familiegeschiedenis.
A · B · C · D · E · F · G · H · I · J · K · L · M · N · O · P · Q · R · S · T · U · V · W · Y · Z